# Rolf Knütel
Rolf Knütel (* 23. Dezember 1939 in Hamburg; † 25. September 2019 in Bonn) war ein deutscher Rechtswissenschaftler. Wissenschaftliche Schwerpunkte seiner Arbeit waren das Zivilrecht und das römische Recht.

## Leben
Rolf Knütel studierte von 1959 bis 1963 Rechtswissenschaften an der Universität Hamburg und Albert-Ludwigs-Universität Freiburg. Er war seit 1960 Mitglied der Studentenverbindung Burschenschaft Vandalia auf dem Loretto zu Freiburg im SB. Nach der Ersten Juristischen Staatsprüfung 1963 wurde Knütel in Hamburg bei Max Kaser über die Vertragsaufhebung im römischen Recht zum Dr. iur. promoviert. 1970 absolvierte er das zweite Staatsexamen in Hamburg. Danach war er Wissenschaftlicher Assistent bei Max Kaser und habilitierte sich im Jahr 1973 mit einer Arbeit über das Strafversprechen im römischen Recht.
1977 wurde Knütel als Nachfolger von Werner Flume an die Rheinische Friedrich-Wilhelms-Universität Bonn berufen. Dort war er bis zu seiner Emeritierung 2005 ordentlicher Professor und Direktor des Instituts für Römisches Recht und Vergleichende Rechtsgeschichte. Auf seinem Lehrstuhl folgte ihm Martin Schermaier.
Von 1993 bis 2009 gehörte Knütel zu den Herausgebern der Zeitschrift der Savigny-Stiftung für Rechtsgeschichte (Romanistische Abteilung). Seit 1990 war er Mitherausgeber der Buchreihe Forschungen zum römischen Recht. Außerdem war er seit 1996 Mitglied der Jury, die den Premio Romanistico Gérard Boulvert vergibt, einen renommierten Preis für wissenschaftliche Arbeiten auf dem Gebiet des römischen Rechts.
Unter anderem sind die Professoren Holger Altmeppen (Universität Passau) und Ingo Reichard (Universität Bielefeld) akademische Schüler von Rolf Knütel.

## Wissenschaftliches Schaffen
Knütel hat sich in seinen Publikationen mit verschiedenen Bereichen des römischen Privatrechts auseinandergesetzt. Dabei galt sein Augenmerk besonders den Bezügen des römischen Rechts zu den heutigen Rechtsordnungen. Daneben beschäftigte sich Knütel auch mit den historischen Verbindungslinien zwischen dem römischen Recht und anderen Rechten der Antike, insbesondere dem biblischen und jüdischen Recht.
Sein größtes Projekt war die Übersetzung des Corpus Iuris Civilis, an der er seit Ende der 1980er Jahre gemeinsam mit Okko Behrends, Berthold Kupisch und Hans Hermann Seiler arbeitete.

## Ehrungen und Auszeichnungen
Seit 1998 gehörte Knütel der Nordrhein-Westfälischen Akademie der Wissenschaften an. Zudem war er Auswärtiges Mitglied der Königlich-Niederländischen Akademie der Wissenschaften. Zu seinem 70. Geburtstag wurde Rolf Knütel mit einer Festschrift geehrt, an der sich 81 Autoren aus ganz Europa, den USA, Südamerika und Asien beteiligten.

## Werke (Auswahl)
- Contrarius consensus. Studien zur Vertragsaufhebung im römischen Recht. Köln 1968 (Dissertation).
- Stipulatio poenae. Studien zur römischen Vertragsstrafe. Köln 1976, ISBN 3-412-02875-4 (Habilitationsschrift).
- ‚Der Schatz im Acker‘ und ‚die bösen Weingärtner‘ – Bibelgleichnisse im Lichte zeitgenössischer Rechtsanschauungen. In: Juristische Schulung (JuS) 26 (1986), S. 950–957.
- Rechtseinheit in Europa und römisches Recht. In: Zeitschrift für Europäisches Privatrecht (ZEuP) 2 (1994), S. 244–276.
- Ius commune und Römisches Recht vor Gerichten der Europäischen Union. In: Juristische Schulung (JuS) 36 (1996), S. 768–778.
- mit Max Kaser: Römisches Privatrecht. Ein Studienbuch. 19. Auflage. München 2008, ISBN 978-3-406-57623-2.
- mit Okko Behrends, Berthold Kupisch, Hans Hermann Seiler: Corpus Iuris Civilis. Text und Übersetzung. Heidelberg
  - Band 1 (Institutionen). 4. Auflage 2013, ISBN 3-8114-7889-3;
  - Band 2 (Digesten 1–10). 1995, ISBN 978-3-8114-9194-6;
  - Band 3 (Digesten 11–20). 1999, ISBN 3-8114-8499-0;
  - Band 4 (Digesten 21–27). 2005, ISBN 3-8114-4204-X;
  - Band 5 (Digesten 28–34). 2012, ISBN 3-8114-6444-2.